# Emmanuel Esmel Essis
Emmanuel Esmel Essis, né le 5 octobre 1957 à Dabou en Côte d'Ivoire, est un homme politique ivoirien.

## Biographie

### Formation et expérience professionnelle
Originaire de la ville de Dabou, Emmanuel Esmel Essis est titulaire d’un diplôme de l’École supérieure de commerce d'Abidjan (Esca), promotion 1983. Il commence sa carrière professionnelle en travaillant  comme auditeur assistant puis senior au cabinet Arthur Andersen de 1982 à 1987. Par la suite, il est nommé en 1998 directeur général adjoint de Cosmivoire (groupe Sifca) à Abidjan ; avant de partir pour la Guinée où il occupe de 2000 à 2008, le poste de Président directeur général de Bonagui, l’usine d’embouteillage de Coca-Cola du groupe ECCBC (Equatorial Coca Cola Bottling Company). Il devient en 2009 le directeur général régional du même groupe pour la Guinée, la Gambie et la Guinée-Bissau. De retour en Côte d'Ivoire la même année (2009), il rejoint le cabinet de conseil Amsey’s International Consulting (AIC) en qualité de directeur associé jusqu’en 2011,. En octobre 2011, Emmanuel Esmel Essis est nommé directeur général du Centre de promotion des investissements en Côte d’Ivoire (Cepici); et ce jusqu’en septembre 2021.

### Carrière politique

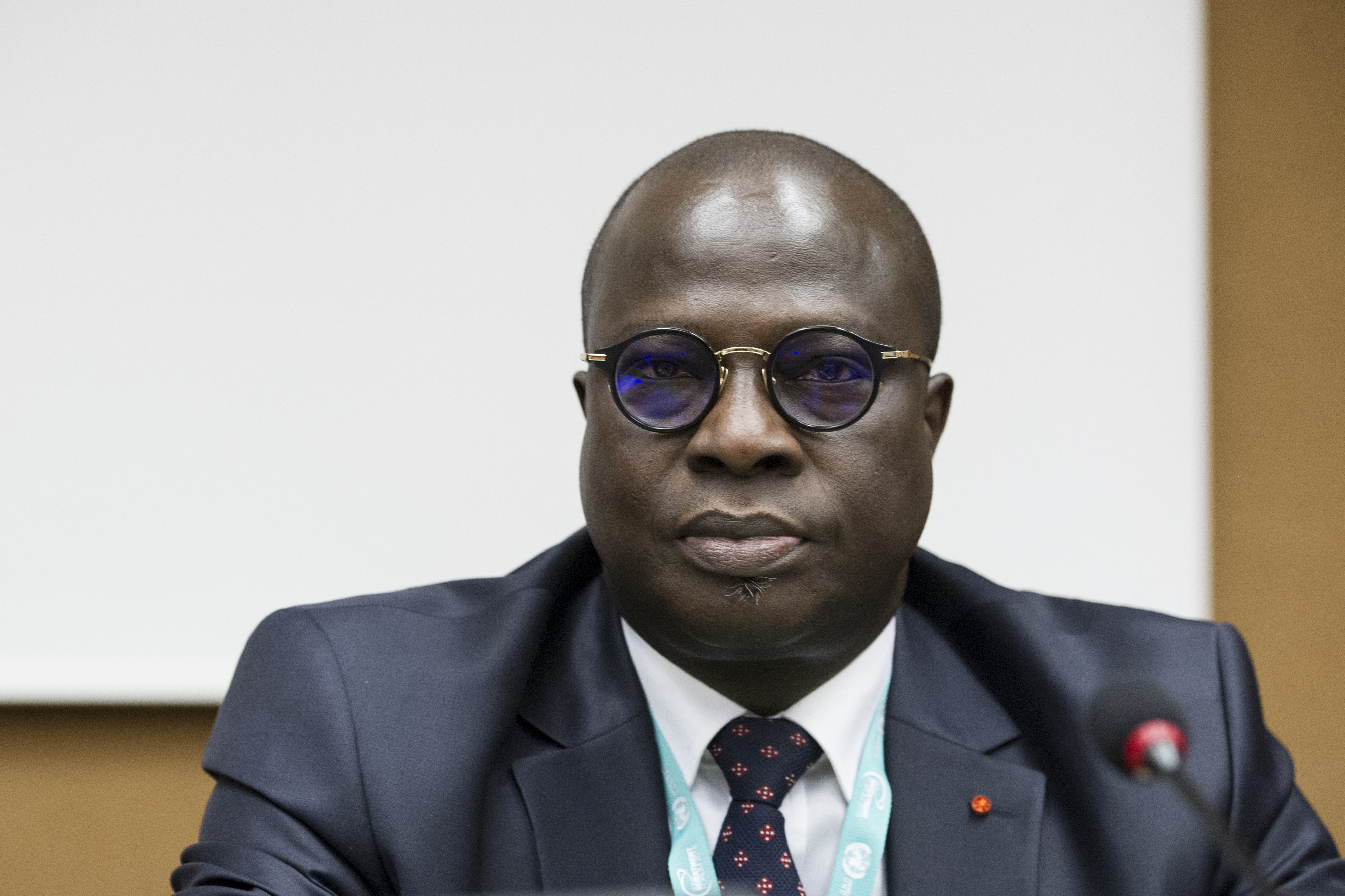
Emmanuel Essis en 2018 lors du World Investment Forum

En juillet 2018, Emmanuel Esmel Essis intègre le gouvernement ivoirien en tant que Secrétaire d'État auprès du Premier ministre, chargé de la Promotion de l’investissement privé. Il est ensuite promu en septembre 2019, ministre auprès du Premier ministre chargé de l’Investissement privé,. Le 6 avril 2021, il est nommé ministre de la Promotion de l’investissement et du développement du secteur privé, poste qu’il occupe jusqu’en 2022.
Emmanuel Esmel Essis est membre du Rassemblement des houphouëtistes pour la démocratie et la paix (RHDP), dont il est le coordonnateur régional dans la région des Grands-Ponts. Élu député en mars 2021 de la circonscription de Dabou, Toupah et Lopou, sous-préfecture et commune, il est depuis 2023 le Président du Conseil régional des Grands-Ponts.

### Autres fonctions occupées
Emmanuel Esmel Essis est depuis 2014 le Président du réseau international des agences francophones de promotion des investissements (Riafpi). Il a également été élu en 2015, membre du Comité de gestion et représentant pour la zone sub-saharienne du Waipa, l’Association mondiale des agences de promotion des investissements.
Le mercredi 18 mai 2022, il est choisi comme chef du village de Toupah, dans la commune de Dabou, et intronisé quelques mois plus tard,.

## Distinction
- 2016 : Officier de l’Ordre du Mérite Ivoirien[2],[1]